# Davemaoïte
La davemaoïte, de symbole Dvm, est un minéral du groupe de la pérovskite, constitué du silicate de monocalcium CaSiO3. Elle a été nommée en l'honneur du géophysicien sino-américain Ho-Kwang Mao (en) (surnommé Dave).
C'est un polymorphe de haute pression de CaSiO3 (les polymorphes de basse et de moyenne pressions sont la wollastonite et la pseudowollastonite présentes dans la croûte et la breyite (en) présente dans les régions moyennes et inférieures du manteau). La davemaoïte est stable à des pressions d'environ 20 GPa, soit 200 000 fois la pression atmosphérique. Sa structure cristalline est cubique.
La davemaoïte a d'abord été synthétisée en laboratoire, avant d'être découverte dans un diamant du Botswana, formé entre 660 et 900 km de profondeur, dans le manteau.

## Histoire
Le minéral a d'abord été prédit théoriquement par le géophysicien sino-américain Ho-Kwang Mao (en), puis synthétisée en laboratoire[réf. nécessaire].
Des échantillons de davemaoïte de quelques millimètres ont été découverts en 2021 dans un diamant du Botswana par diffraction des rayons X au synchrotron, en concentrant un faisceau de rayons X à haute énergie sur certains points avec une précision microscopique, dans le but de révéler les différents composants du diamant en fonction de l'angle et de l'intensité de la lumière renvoyée,,.

## Présence dans le manteau
On a d'abord pensé que  le calcium du manteau était piégé dans la bridgmanite, et qu'en conséquence la davemaoïte ne pouvait être présente qu'à l'état de microinclusions. En 2025, des expériences à haute pression révèlent que la solubilité du calcium dans la bridgmanite est insuffisante pour éliminer complètement la davemaoïte du manteau inférieur. Il est possible que des domaines enrichis en davemaoïte se forment à la limite noyau-manteau et servent de réservoir aux éléments incompatibles, offrant ainsi une explication potentielle aux vastes zones à faible vitesse des ondes de cisaillement,.